# Bray-sur-Somme
Bray-sur-Somme is een gemeente in het Franse departement Somme (regio Hauts-de-France) en telt 1275 inwoners (2019). De plaats maakt deel uit van het arrondissement Péronne.

## Geschiedenis

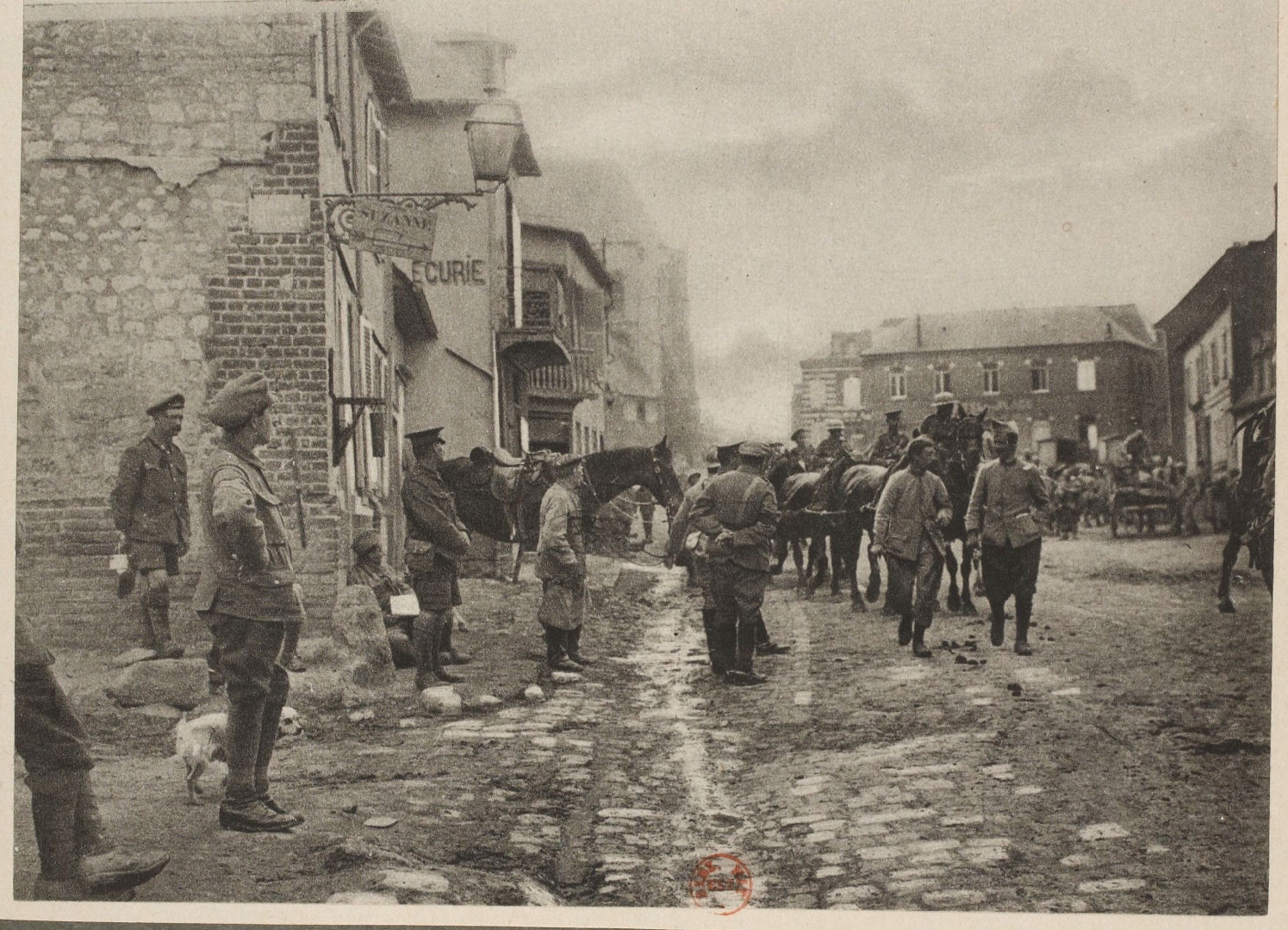
Bray-sur-Somme in 1916

De plaats werd voor het eerst genoemd in 630 als Braium. Al in 868 stond hier een burcht om de toegang tot de Somme te bewaken. Hugo Capet kocht de plaats vanwege haar strategische ligging van abt Ingelard van de Abdij van Saint-Riquier die de gronden in de streek in bezit had. Bray hing in de volgende eeuwen af van Péronne of van de graven van Vermandois. In 1210 kocht Filips II van Frankrijk de stad en voegde haar bij het Franse kroondomein.
De stad werd verschillende keren belegerd door de Engelsen tijdens de Honderdjarige Oorlog. Karel de Stoute kon de stad innemen in 1472 en legde haar in de as. De stad werd opnieuw ingenomen in 1522, 1536 en 1553. Aan het begin van de 17e eeuw kende de stad een periode van voorspoed en werd de wijnbouw uitgebouwd. In 1636 werd de stad tweemaal tevergeefs belegerd door de Spanjaarden. In 1649 slaagden ze er wel in Bray in te nemen. Dit gebeurde opnieuw in 1653 onder leiding van Lodewijk II van Bourbon-Condé tijdens La Fronde. Toen werden het kasteel en de vestingwerken van de stad gesloopt.
In 1793 werd een brug over de Somme gebouwd.
De Duitsers namen de stad kort in aan het begin van de Eerste Wereldoorlog. Daarna werd Bray een belangrijke bevoorradingspunt achter het front voor de Franse en Britse legers. In het voorjaar van 1918 werd Bray heroverd door de Duitsers. De stad werd definitief bevrijd op 12 augustus 1918.

## Geografie
De oppervlakte van Bray-sur-Somme bedraagt 16,7 km², de bevolkingsdichtheid is 76 inwoners per km².
De stad ligt in Picardië in het dal van de Somme.
De onderstaande kaart toont de ligging van Bray-sur-Somme met de belangrijkste infrastructuur en aangrenzende gemeenten.

## Demografie
Onderstaande figuur toont het verloop van het inwonertal (bron: INSEE-tellingen).

## Bezienswaardigheden

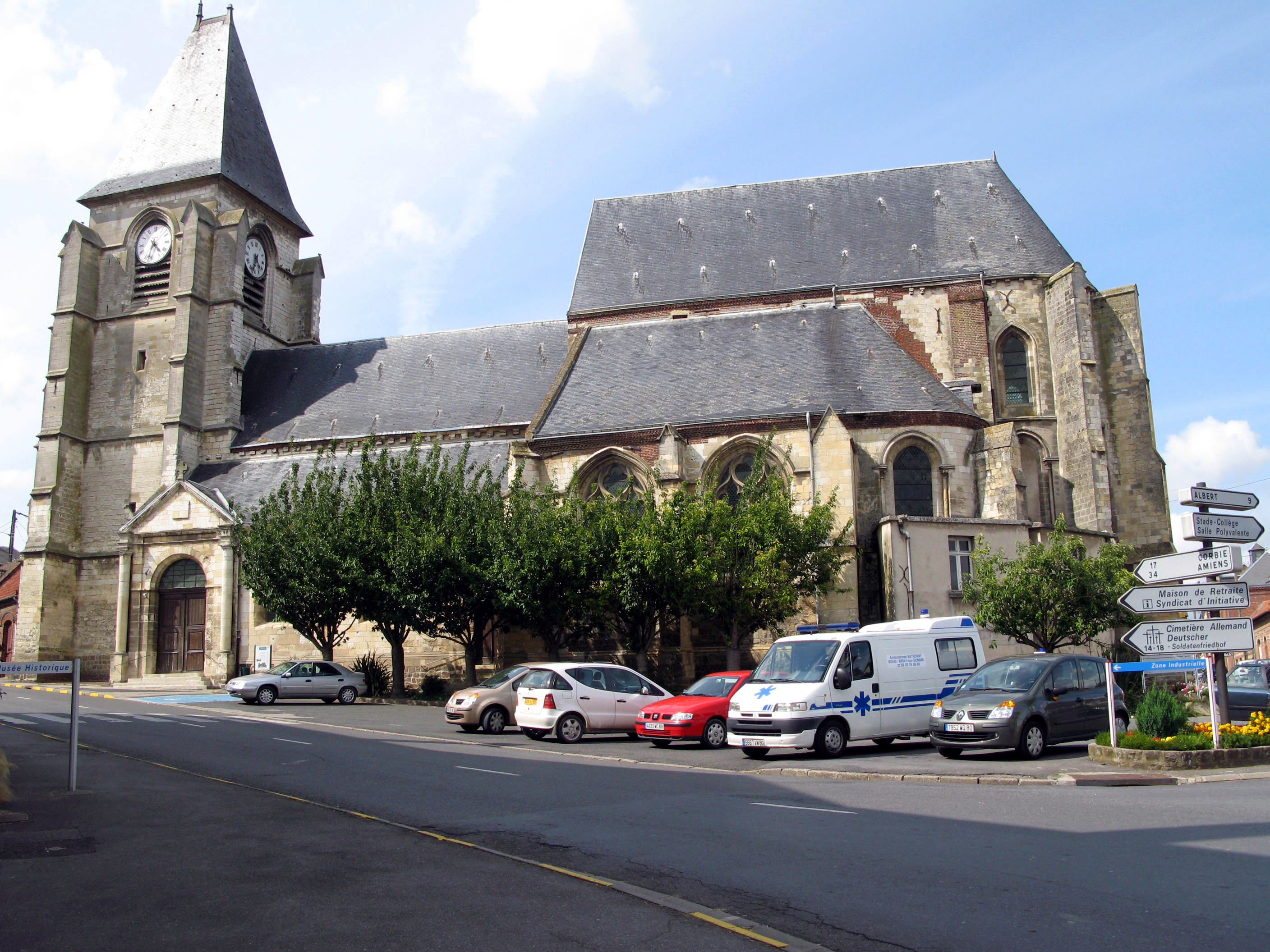
Kerk Saint-Nicolas

- Kerk Saint-Nicolas (12e eeuw). De kerk werd gebouwd op de plaats van een vroeger klooster dat afhing van de Abdij van Saint-Riquier. Het koor is gebouwd in de flamboyante gotiek. De vierkanten toren is uit de eerste helft van de 18e eeuw. De kerk werd in 1908 beschermd als historisch monument.
- Twee openbare wasplaatsen uit de 18e eeuw

Verder zijn in de gemeente verschillende militaire begraafplaatsen:
- Bray Vale British Cemetery
- Bray Military Cemetary
- Bray Hill British Cemetery
- Bronfay Farm Military Cemetery
- Franse militaire begraafplaats met 942 graven en een ossuarium
- Duitse militaire begraafplaats met 1.119 graven

## Externe links

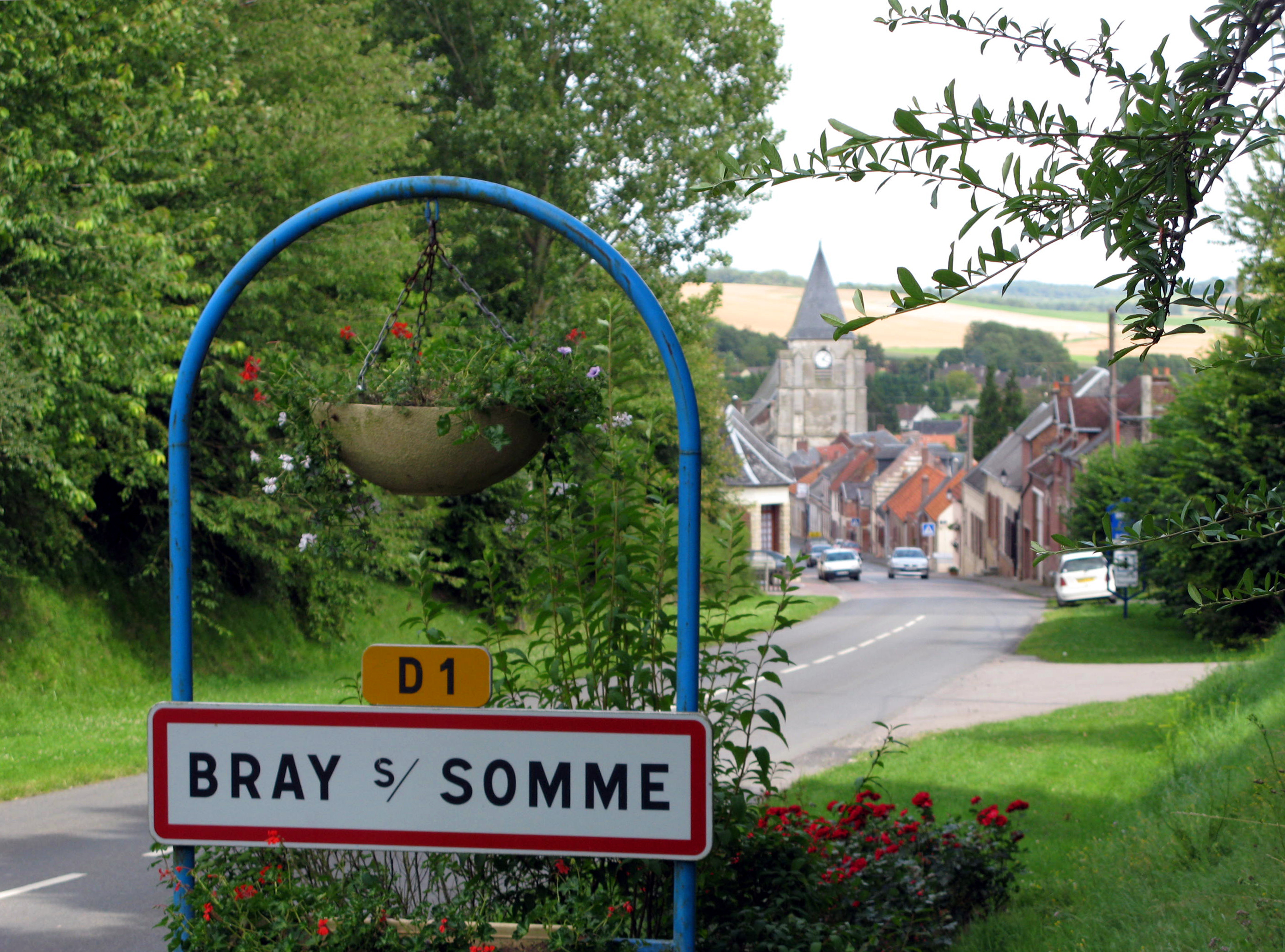
Bray-sur-Somme